# Aetius (animal)
Aetius es un género de arañas araneomorfas de la familia Corinnidae. Se encuentra en  Asia.

## Lista de especies
Según The World Spider Catalog 12.0:
- Aetius decollatus O. Pickard-Cambridge, 1896
- Aetius nocturnus Deeleman-Reinhold, 2001